# Carl-Erik Unnérus
Carl-Erik Anders Unnérus (till 1957 Johansson), född 25 augusti 1911 i Viborg, död 26 juli 1998 i Ingå, var en finländsk läkare. 
Unnérus, som var specialist i radiologi och isotopmedicin, blev medicine och kirurgie doktor 1957, docent i röntgendiagnostik 1958, sedermera medicinsk radiologi, vid Helsingfors universitet. Han var överläkare vid kvinnoklinikens röntgenavdelning 1950–1974, överläkare vid cancerpolikliniken 1955–1972 och samtidigt biträdande överläkare vid sjukhemmet Radium. Han var även överläkare vid försäkringsbolaget Nyland 1946–1979. 
Unnérus utvecklade röntgendiagnostiken vid i synnerhet gynekologiska sjukdomar och inom obstetriken och hörde till de första som införde undersökningar med radioaktiva isotoper och var tidigt med om att införa behandling med cytostatika. Han publicerade ett flertal vetenskapliga arbeten rörande bland annat  medicinsk radiologi, strålskydd och cancer. Han bedrev en omfattande privatpraktik på Tölö röntgen som han var med om att grunda 1955. Han innehade ett stort antal förtroendeuppdrag; var bland annat  en av Cancerstiftelsens grundare 1948 och stiftelsens ordförande 1969–1972. Han tilldelades professors titel 1966.